# Phaeochrous schoutedeni
Phaeochrous schoutedeni là một loài bọ cánh cứng trong họ Hybosoridae. Loài này được Burgeon miêu tả khoa học năm 1928.